# Ким Су Хэн
Ким Су Хэн (кор. 김수행, кит. 金秀行, 24 октября 1942, Фукуока, Япония — 31 июля 2015) — южнокорейский марксистский экономист, заслуженный профессор Сеульского национального университета, переводчик «Капитала» Маркса на корейский язык.

## Биография
Родился в префектуре Фукуока, Япония. Вырос в Тэгу, где поступил и окончил сперва Высшую коммерческую школу Тэгу, а затем Сеульский национальный университет. Окончил Лондонский университет, получив степень по экономике и вернувшись на родину начал преподавать в Университете Ханшин и Сеульском национальном университете.
Во время правления Ро Дэ У, южнокорейская контрразведка установила за профессором Ким Су Хэном слежку.
Наряду с Ён Хо Паком являлся одним из ведущих марксистов Южной Кореи. Перевёл на корейский «Исследование о природе и причинах богатства народов» Адама Смита и «Капитал» Маркса, что в то время могло повлечь за собой тюремное заключение. Автор многих книг и статей.

## Книги
- 김수행(1986), {경제변동론} 비봉출판사.
- 김수행(1995), «세계화이데올로기와 한국경제의 진로» [사회경제평론].
- 김수행(1996), «자본의 세계화 경향에 관한 일고찰» [경제논집].
- 김수행(1999), {21세기 정치경제학} 새날.